# Рабій-Карпінська Софія
Софія-Євгенія Рабій-Карпінська (9 квітня 1908, Самбір — 14 листопада 1997, м. Макомб, штат Мічиган, США) — українська мовознавиця-діалектолог, діячка української діаспори у США. Дослідниця бойківських говірок та образу українських жінок у творах Т. Шевченка.

## Життєпис
Народилася в родині греко-католицького священика Франца Рабія. Має брата Юліяна. Навчалась у Івана Зілинського.
У 1914—1918 роках навчалася в початковій школі у Відні та Самборі, у 1918—1920 роках — у гімназії в Перемишлі, від 1 вересня 1920 року — у приватній жіночій гімназії імені Марії Конопніцької в Самборі, де 1926 року здобула «матуру». У вересні 1926 року почала вчитися на філософському факультеті Яґеллонського університету, де 1930 року здобула науковий ступінь магістра філософії в обсязі слов'янської філології.
Відразу після захисту магістерської дисертації протягом 2 навчальних років (1930/31 і 1931/32) працювала в Яґеллонському університеті як лекторка української мови, яку тоді офіційно в Польщі називали «руською». У 1932/33 навчальному році перебувала в Самборі у батька, який захворів на запалення легенів (помер у травні 1933 року).
Від 1933 року була вчителькою у приватному жіночому семінарі сестер василіянок у Дрогобичі. Одночасно під науковим керівництвом професора Івана Зілинського досліджувала бойківські говірки. 1934 року захистила докторську дисертацію «Діалект бойків».
Померла 1997 року в США на 89-му році життя, залишивши сина Ярослава, невістку Дарію та двох онуків — Христину й Маркіяна.

## Праці
- Dialekt Bojków // Sprawozdania Komisiji Językowej Polskiej Akademiji Umiejętnosci. — T. XXXVII-XXXVIII. — 1932—1933.
- Українська жінка та її призначення в творах Тараса Шевченка // Записки НТШ. — Т. 176. — С. 187—201.